# Euxoa orbicularis
Euxoa orbicularis là một loài bướm đêm trong họ Noctuidae.